# HD109860
HD109860 — хімічно пекулярна зоря спектрального класу A1, що має видиму зоряну величину в смузі V приблизно  6,3.
Вона  розташована на відстані близько 649,7 світлових років від Сонця.

## Фізичні характеристики
Зоря HD109860 обертається 
досить швидко 
навколо своєї осі. Проєкція її екваторіальної швидкості на промінь зору становить  Vsin(i)= 73км/сек.

## Пекулярний хімічний склад
Зоряна атмосфера HD109860 має підвищений вміст 
Si
.